# Fondeo con boya y muerto

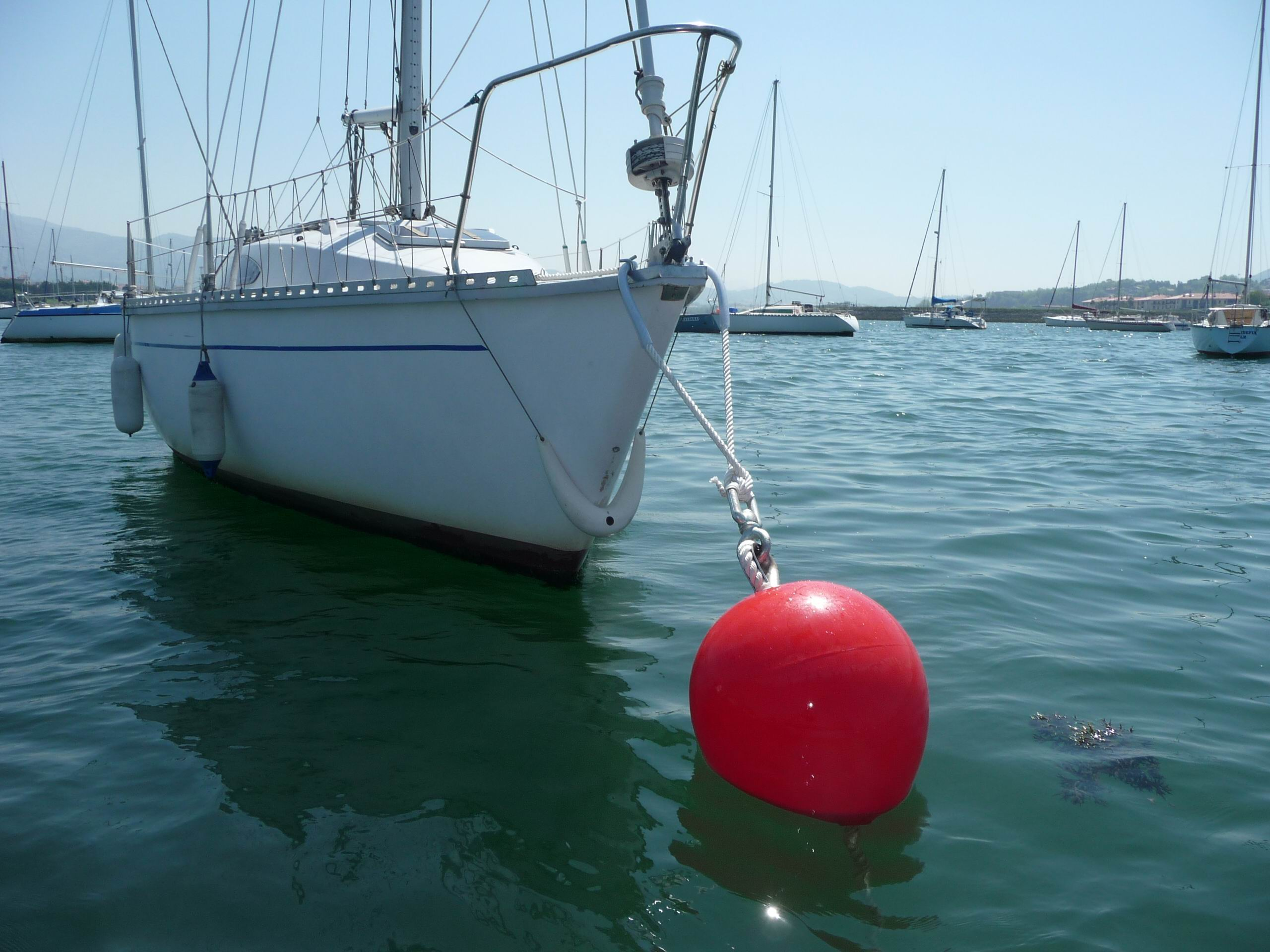
Fondeo con muerto: Boya, giratorio y amarras

En náutica, la acción de fondear, consiste en amarrar la embarcación al fondo marino, o lacustre mediante un cabo o cadena, ya sea utilizando un ancla o un muerto. Un fondeo con muerto y boya es un dispositivo permanente que permite fondear una embarcación de forma segura.
Los elementos de que se compone son:
- el muerto: elemento de gran peso apoyado en el fondo donde se afirma el cabo de fondeo.
- la línea de fondeo.
- la boya: objeto flotante que facilita el acceso a la línea de fondeo.
- la línea de amarre.
- los elementos de unión: grilletes y giratorios.

Suelen estar situados en un lugar seguro para fondear, que recibe el nombre de fondeadero.
Su capacidad de retención es proporcional al peso del muerto, independientemente del tipo de lecho, y depende del rozamiento producido con el fondo. Cuando el muerto queda semienterrado en el sustrato, el efecto de succión aumenta su fuerza de fijación.

## Material

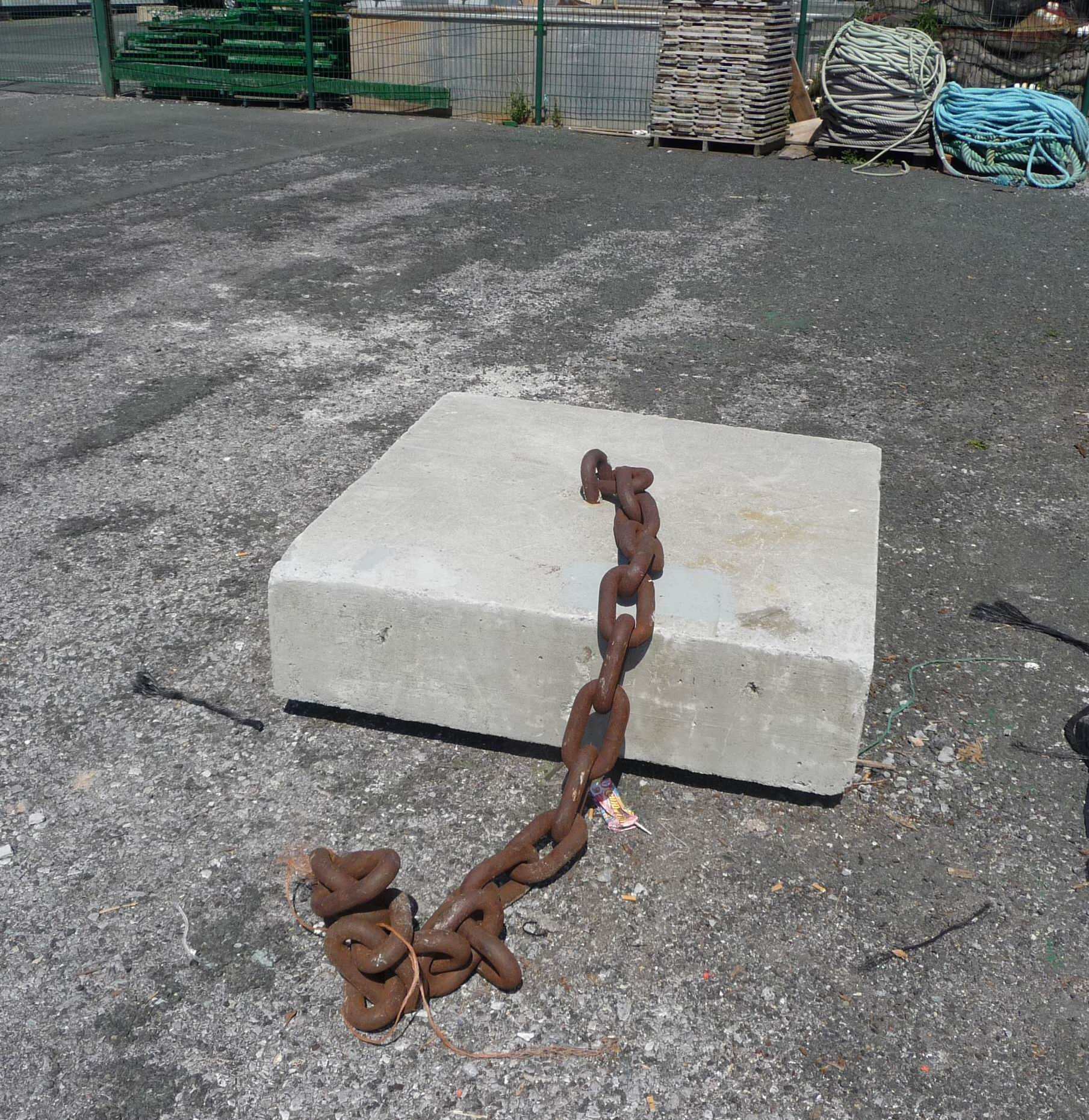
Muerto y cadena.

- Grillete, galvanizado o inoxidable
- Grillete giratorio, galvanizado o de inoxidable
- Cadena marina
- Muerto
- Cuerda o cabo de distintos diámetros
- Guardacabo
- Boya
- Protector de cabo

## Realización

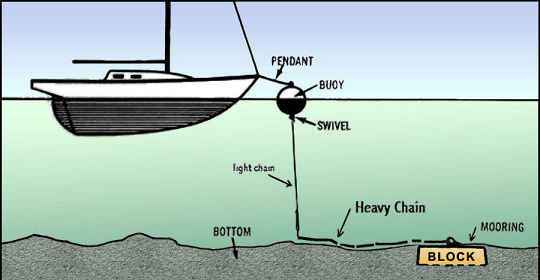
Esquema de realización de un fondeo con muerto.

Si bien hay múltiples formas de realizar un fondeo, a continuación se describe un sistema que da buenos resultados por su robustez y seguridad. El esquema es el siguiente:
1. En el extremo que se apoya en el fondo se encuentra el muerto, generalmente realizado en hormigón, cuyo peso depende del fondeadero -tipo de lecho, exposición al mar y al viento-, y del tipo de embarcación que lo utiliza. Del hormigón debe sobresalir una argolla, para permitir la unión de una cadena. En una buena ejecución el muerto está hecho de hormigón armado y dicha argolla va soldada a la armadura. De forma orientativa, para un crucero de 8 m de eslora el peso suele ser de 1000 kg. 
2. Al muerto se une un tramo de cadena de diámetro superior a 16 mm por medio de un grillete.
3. Un segundo tramo de cadena de diámetro 16 mm se une por medio de otro grillete a la cadena más pesada.
4. Un cabo de fondeo grueso de nailon unido por medio de un grillete a la cadena más delgada (3).
5. Un giratorio, unido por grillete al cabo(4). El giratorio es fundamental en cualquier fondeadero donde, bien la marea, o una combinación de viento y marea, hace que los barcos borneen recorriendo un círculo. La cadena gruesa, actúa como amortiguador de impactos cuando el barco se pone a la capa. Sin el grillete giratorio, la cadena se retuerce y se acorta, reduciendo el efecto de amortiguación, y el cabo se destrenza.
6. Un cabo de amarre de nailon. Este cabo debe ir unido al giratorio por medio de una gaza con guardacabo y un grillete. La gaza del chicote debe ser lo bastante grande como para encapillarla en la cornamusa de proa y afirmarla. Los barcos de menos de 8 m de eslora pueden utilizar cabo de 3/4 de pulgada (19 mm) de grosor como mínimo y los de más de 13 m deben usar cabos de pulgada y media (38 mm) de grosor.
7. Una boya de amarre. Debe tener una flotabilidad tal que sea capaz de sujetar sin problemas el peso de toda su línea de fondeo. Suelen ser de dos tipos: balones con un extremo en el que se fija su cabo y se une directamente al giratorio con un grillete, o con un orificio pasante para el cabo grueso de fondeo.un sistema para que quede permanentemente hinchada es colocarle por dentro poliuretano ,
Todos los pasadores de los grilletes deben estar asegurados con alambre de acero inoxidable o acero galvanizado, aunque para evitar la electrólisis es preferible utilizar el latón.
La longitud total de la línea de fondeo será igual a la altura máxima del agua en su ubicación definitiva, más dos metros para absorber en el peor de los casos las fluctuaciones debidas a la mar, más lo que corresponda a la distancia de proa a la bita o cornamusa. La cadena debe representar al menos una cuarta parte de la altura máxima del agua.

## Mantenimiento
Es importantísimo comprobar anualmente todos los elementos de amarre: grado de corrosión, desgaste, estado del hormigón, etc, para evitar la pérdida de la embarcación por fallo del fondeo. Se puede aprovechar para hacerlo el momento en que saquemos el barco a tierra.
Cada tres años se deben cambiar los grilletes y giratorios si son galvanizados, si son de acero inoxidable la vida puede ser algo más larga.